# Cáp treo Miêu Không
Cáp treo Miêu Không (tiếng Trung: 貓空纜車; bính âm: Māokōng Lǎnchē) là một hệ thống vận chuyển cáp treo ở Đài Bắc, Đài Loan. Mở cửa ngày 4 tháng 7 năm 2007, Cáp treo Miêu Không vận hành giữa Vườn thú Đài Bắc và Miêu Không. Độ dài tuyến là 4,3 km (2,7 mi) bao gồm 4 nhà ga hành khách. Cơ sở vật chất của cáp treo được kí kết với công ty Poma, Pháp.

## Ga

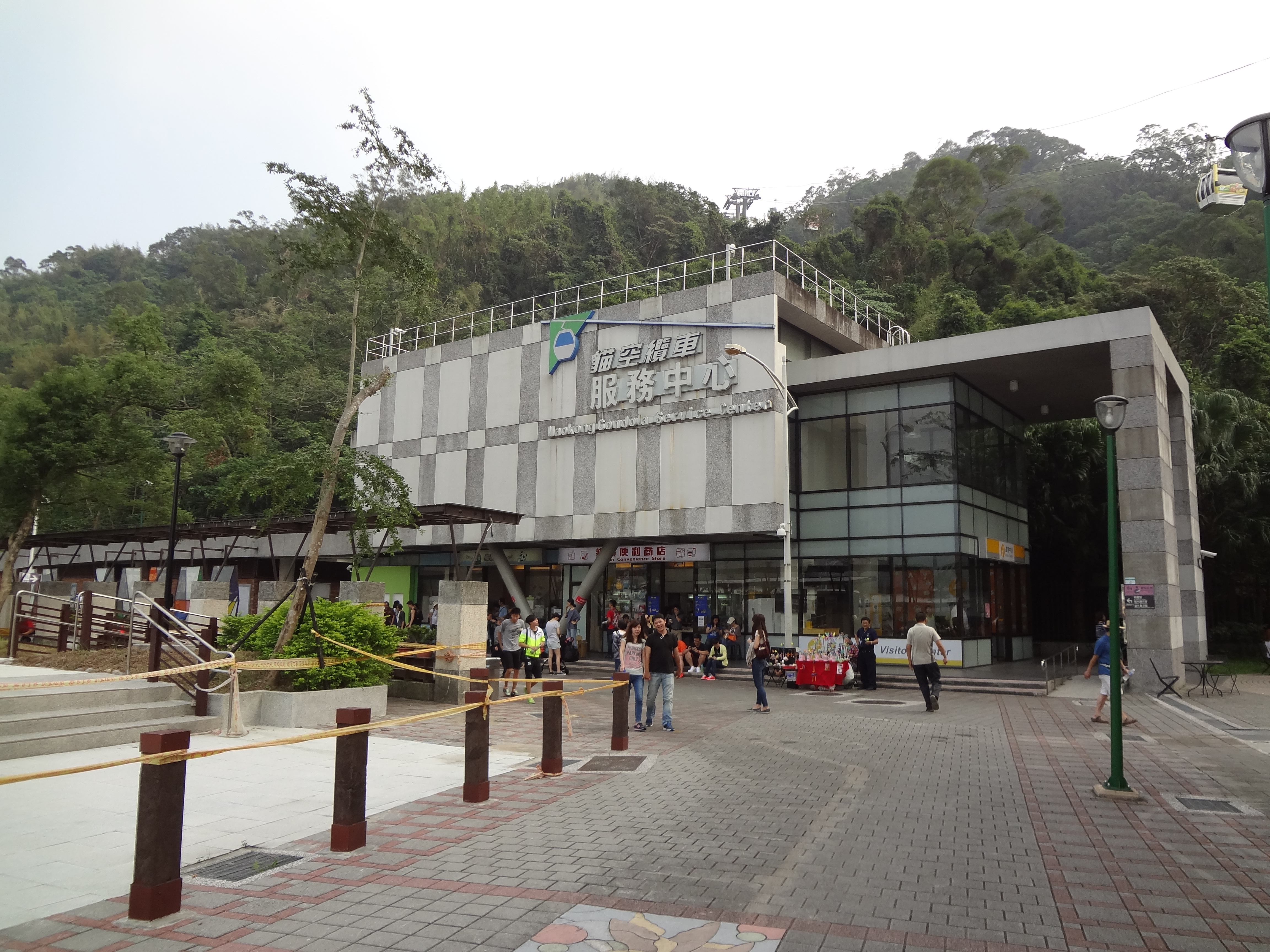
Trung tâm dịch vụ cáp treo Miêu Không

Tuyến bao gồm 4 nhà ga:
| Tên ga               | Tên ga      | Chuyển đổi |  |
| Tên                  | Tiếng Trung | Chuyển đổi |  |
| -------------------- | ----------- | ---------- |  |
|                      |             |            |  |
| vườn thú Đài Bắc     | 動物園      | (BR01)     |  |
| nam vườn thú Đài Bắc | 動物園南    |            |  |
| đền Chỉ Nam          | 指南宮      |            |  |
| cáp treo Miêu Không  | 貓空        |            |  |
|                      |             |            |  |

## Phí
Khi đưa vào hoạt động, phí được tính dựa trên số ga hành khách sẽ đi:
- 1 ga: NT$70
- 2 ga: NT$100
- 3 ga: NT$120

Giá vé ưu đãi cho người khuyết tật và người già trên 65 tuổi.
- 1 ga: NT$15
- 2 ga: NT$20
- 3 ga: NT$25

Phí có thể trả bằng cách mua vé hoặc sử dụng EasyCard. Mỗi vé người lớn có thể mang theo 2 trẻ em miễn phí. Giảm giá có thể áp dụng cho nhóm du lịch. Nhóm 10 người trở lên có thể nhận giảm giá 20% trong khi nhóm 40 người trở lên sẽ nhận giảm giá 30%.
Khách du lịch có thể mua Cáp treo Miêu Không trọn một ngày tại Taipei Pass để không giới hạn lượt đi trên xe buýt Đài Bắc và MRT, và 3 lần đi cáp treo trong 1 ngày.  Giá vé Taipei Pass đặc biệt này có giá NT$350.

## Liên kết
- Maokong official tourism website (bằng tiếng Anh)
- Maokong Gondola (bằng tiếng Anh)
- Maokong Gondola, Mayor Ma's Proudest City Project, Suffers 55 Glitches in 11 Days